# Jednolity Obszar Płatności w Euro
Jednolity Obszar Płatności w Euro (ang. Single Euro Payments Area – SEPA) – obszar, w ramach którego możliwe są bezgotówkowe rozliczenia w euro, zarówno transgraniczne, jak i wewnątrz państw członkowskich, według takich samych zasad, regulacji prawnych i zobowiązań.
Celem tego rozwiązania jest ułatwienie, przyśpieszenie i zmniejszenie kosztów dokonywania płatności. Dzięki temu obniżono koszty ponoszone przez konsumentów – oszczędności szacowane są na 2–3% unijnego PKB.

## Państwa i terytoria należące do SEPA
Lista państw i terytoriów zależnych, które tworzą Jednolity Obszar Płatniczy w Euro. W tabeli podano również oznaczenia kodowe zawarte w BIC (adresach SWIFT) i numerach IBAN używanych przez banki na danym terytorium.

36 państw członkowskich tworzących Jednolity Obszar Płatniczy w Euro

| Nazwa                   | Kod w | Kod w |
| Nazwa                   | BIC   | IBAN  |
| ----------------------- | ----- | ----- |
| Andora                  | AD    | AD    |
| Austria                 | AT    | AT    |
| Belgia                  | BE    | BE    |
| Bułgaria                | BG    | BG    |
| Chorwacja               | HR    | HR    |
| Cypr                    | CY    | CY    |
| Czechy                  | CZ    | CZ    |
| Dania                   | DK    | DK    |
| Estonia                 | EE    | EE    |
| Finlandia               | FI    | FI    |
| Francja                 | FR    | FR    |
| Gibraltar               | GI    | GI    |
| Grecja                  | GR    | GR    |
| Gujana Francuska        | GF    | FR    |
| Gwadelupa               | GP    | FR    |
| Hiszpania               | ES    | ES    |
| Holandia                | NL    | NL    |
| Irlandia                | IE    | IE    |
| Islandia                | IS    | IS    |
| Liechtenstein           | LI    | LI    |
| Litwa                   | LT    | LT    |
| Luksemburg              | LU    | LU    |
| Łotwa                   | LV    | LV    |
| Majotta                 | YT    | FR    |
| Malta                   | MT    | MT    |
| Martynika               | MQ    | FR    |
| Monako                  | MC    | MC    |
| Niemcy                  | DE    | DE    |
| Norwegia                | NO    | NO    |
| Polska                  | PL    | PL    |
| Portugalia              | PT    | PT    |
| Reunion                 | RE    | FR    |
| Rumunia                 | RO    | RO    |
| Saint-Barthélemy        | BL    | FR    |
| Saint-Martin            | MF    | FR    |
| Saint-Pierre i Miquelon | PM    | FR    |
| San Marino              | SM    | SM    |
| Słowacja                | SK    | SK    |
| Słowenia                | SI    | SI    |
| Szwajcaria              | CH    | CH    |
| Szwecja                 | SE    | SE    |
| Watykan                 | VA    | VA    |
| Węgry                   | HU    | HU    |
| Wielka Brytania         | GB    | GB    |
| Włochy                  | IT    | IT    |
| Wyspy Alandzkie         | FI    | FI    |